# ریچارد هلمز
ریچارد هلمز (۳۰ مارس ۱۹۱۳ – ۲۳ اکتبر ۲۰۰۲) سفیر ایالات متحده در ایران از ۵ آوریل ۱۹۷۳ تا اول ژانویه ۱۹۷۷ بود.